# Giambattista Pentasuglia
Giovanni Battista Pentasuglia, noto come Giambattista (Matera, 3 novembre 1821 – Matera, 4 novembre 1880), è stato un patriota e politico italiano.
Noto per essere stato l'unico lucano a prendere parte, sin dal principio, alla spedizione dei Mille, partecipò anche alle guerre d'indipendenza italiane e svolse importanti incarichi nel campo della nascente telegrafia.

## Biografia
Nato da Giuseppe e Concetta Buonsanti, crebbe in una nobile famiglia che volle indirizzarlo alla vita ecclesiastica. In giovane età fu seminarista a Matera ed ebbe un ruolo di rilievo nella massoneria. Fu "Maestro Venerando" della Loggia di Matera sotto il Grande Oriente d'Italia (trent'anni dopo la sua morte la Loggia fu intitolata a suo nome).
Abbandonati i desideri dei genitori a favore degli ideali risorgimentali, nel 1848 si arruolò a Napoli per la spedizione contro l’Austria. Rimasto ferito nella battaglia di Treviso, fu nominato ufficiale per merito di guerra. Impossibilitato, per motivi politici, a tornare nella terra natia, visse a Torino, dove frequentò l'università e si laureò in fisica. Divenne istruttore degli allievi telegrafisti e, arruolatosi nel genio militare piemontese, fu nominato ispettore degli uffici telegrafici.
Durante la seconda guerra d'indipendenza, fu assegnato al quartier generale di Napoleone III, con la mansione di sovrintendenza ai servizi telegrafici. Imbarcatosi volontario al seguito di Giuseppe Garibaldi, seguì la spedizione fino al Volturno. Allo sbarco di Marsala occupò il locale ufficio telegrafico (che stava trasmettendo a Palermo l'allarme per l'avvistamento dei piroscafi piemontesi) e telegrafò invece la falsa notizia che si trattava di imbarcazioni mercantili e che tutto era nella normalità, così l'esercito borbonico venne colto di sorpresa.
Quando, dopo la campagna, al Pentasuglia venne conferita l'onorificenza dell'Ordine Militare di Savoia, Garibaldi gli scriveva:
A seguito dell'Unità d'Italia, fu insignito del titolo nobiliare di Conte, nominato ispettore generale ai telegrafi ed eletto deputato (1861). Ideò e pose in opera il cavo telegrafico sottomarino tra Sicilia e Sardegna e sullo stretto di Messina. Partecipò anche alla terza guerra d'indipendenza e, una volta terminata, fece ritorno alla sua natia Matera, lavorando come ispettore capo dei telegrafi e passandovi il resto della sua vita. La città lo premiò con una medaglia d'oro per le sue gesta patriottiche.
È sepolto nel cimitero di Matera di via IV Novembre.
Il 17 marzo 2011, in occasione delle celebrazioni per il 150º anniversario dell'Unità d'Italia, è stato inaugurato un busto in bronzo a lui dedicato nella Villa Comunale di Matera.
Alla vita di Giambattista Pentasuglia è stato dedicato un film documentario di Michele Buono e Pasquale Doria dal titolo "Uno dei Mille - Giambattista Pentasuglia", presentato in occasione della cerimonia conclusiva dei festeggiamenti per i 150 anni dell'Unità d'Italia svoltasi a Matera il 31 marzo 2012.